# O miseras hominum mentes, o pectora caeca!

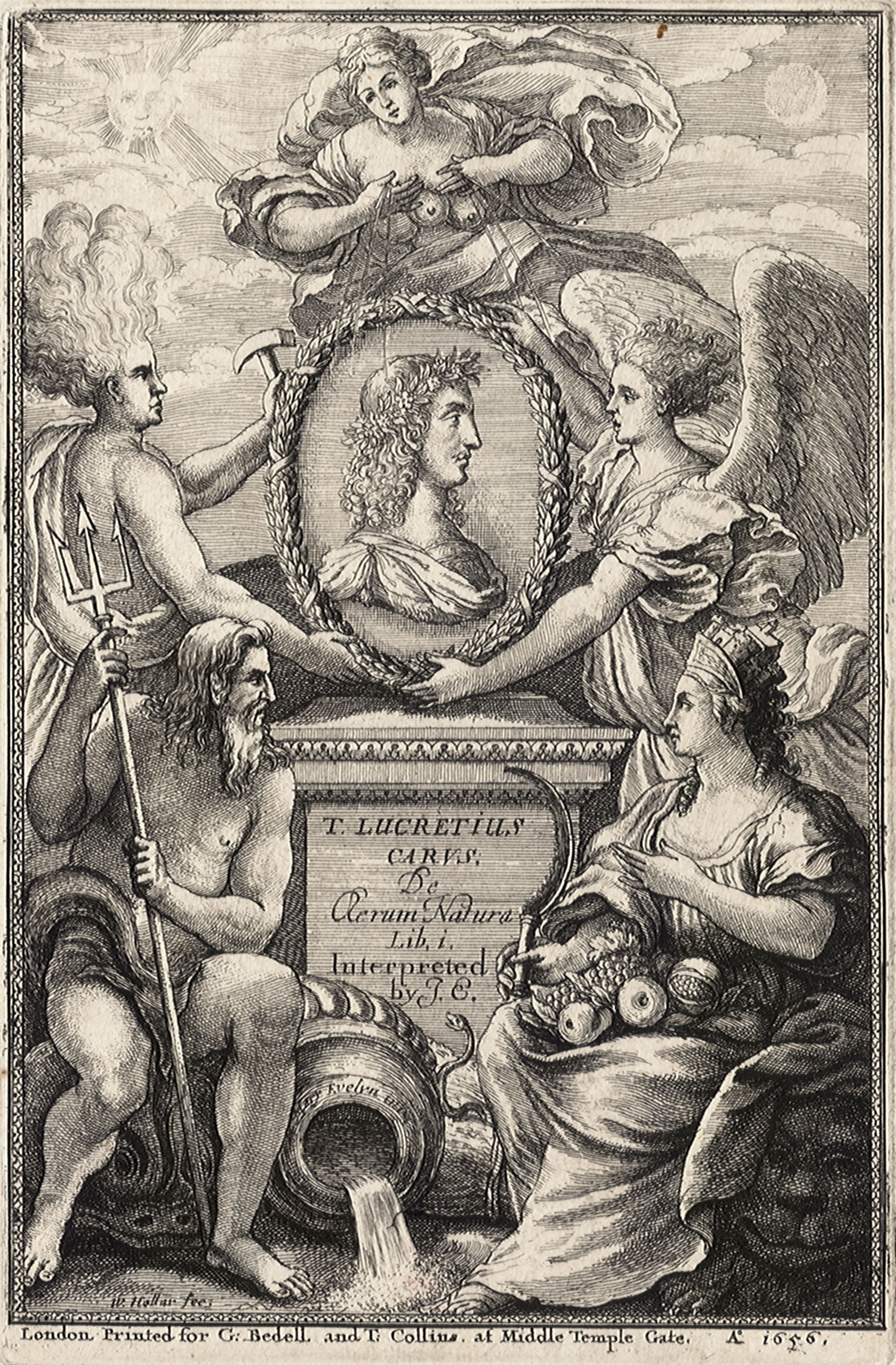
Frontespizio di un'antica edizione (secolo XVII) del De rerum natura

O miseras hominum mentes, o pectora caeca! (pronuncia: ... pèctora cèca) è un verso latino di Lucrezio, che letteralmente significa: «O povere menti degli uomini, o animi ciechi!». Trattandosi di un verso esametro, per ristabilire parzialmente il ritmo poetico dell'originale andrebbe pronunciato accentando le parole in questo modo: ò miseràs hominùm mentès o pèctora cèca.

## Contesto e significato
Si tratta del verso n. 14 del secondo libro del De rerum natura, poema filosofico che secondo l'autore avrebbe dovuto mostrare agli uomini, accecati dall'ignoranza e dalle passioni, l'ideale di vita epicurèo fondato sulla tranquillità dell'animo e sul benessere fisico e spirituale, raggiunto mediante la liberazione dalle preoccupazioni ingiustificate e dai desideri vani, fonti di turbamento e di insoddisfazione.

Il verso biasima e insieme compatisce la miseria dell'umanità causata dalla cecità mentale e spirituale, che costringe la maggior parte degli uomini a vivere nelle «tenebre»:
Qualibus in tenebris vitae, quantisque periclis

degitur hoc aevi quodcumquest!»
In quale tenebrosa esistenza e fra quanti grandi pericoli

si trascorre questa breve vita!»
(Tito Lucrezio Caro, De rerum natura, Libro II, vv. 14-16, traduzione di Luca Canali )

Nei versi immediatamente precedenti, Lucrezio descrive il saggio che, distaccato e sereno, contempla dall'alto gli uomini inquieti e travagliati, ignari della vera felicità:
errare atque viam palantis quaerere vitae,

certare ingenio, contendere nobilitate,

noctes atque dies niti praestante labore

ad summas emergere opes rerumque potiri.»
errare smarriti cercando qua e là il sentiero della vita,

gareggiare d'ingegno, competere per nobiltà di sangue.

e sforzarsi giorno e notte con straordinaria fatica

di giungere a eccelsa opulenza e d'impadronirsi del potere.»
(Tito Lucrezio Caro, De rerum natura, Libro II, vv. 9-13, traduzione di Luca Canali.)

La frase può essere oggi citata con riferimento all'attivismo insensato e all'arrivismo miserevole degli uomini, e in generale come commento negativo nei confronti di situazioni e comportamenti giudicati del tutto contrari alla saggezza; biasimo tuttavia non disgiunto da una nota di sereno compatimento.